# 月ノ涙
「月ノ涙」（つきのなみだ）は織田哲郎の通算20枚目のシングル。2007年11月14日に、ユニバーサルミュージックから発売された。

## 解説
前作「祈り」から4年振りのシングルで、ユニバーサルミュージックからの最初で最後のシングル。
東海テレビ系列ドラマ『愛の迷宮』主題歌に起用された。ドラマ制作側からの熱烈なオファーを受けて作られた、ボサノバ風の楽曲。表題曲は6年後、2013年発売のアルバム『W FACE』に収録され、移籍先のキングレコードから発売される。

## 収録曲
- 全作詞・作曲・編曲：織田哲郎

1. 月ノ涙
2. End Of Innocence
3. 月ノ涙[Crescent Version])
4. 月ノ涙[Instrumental]